# 范德比爾特 (密歇根州)
范德比爾特（英語：Vanderbilt）是位於美國密歇根州奧齊戈縣科威斯鎮區的一個村。

## 人口
根據2020年美國人口普查的數據，范德比爾特的面積為2.82平方千米，當中陸地面積為2.82平方千米，而水域面積為0.00平方千米。當地共有人口498人，而人口密度為每平方千米176人。